# Phineus (Sohn des Belos)

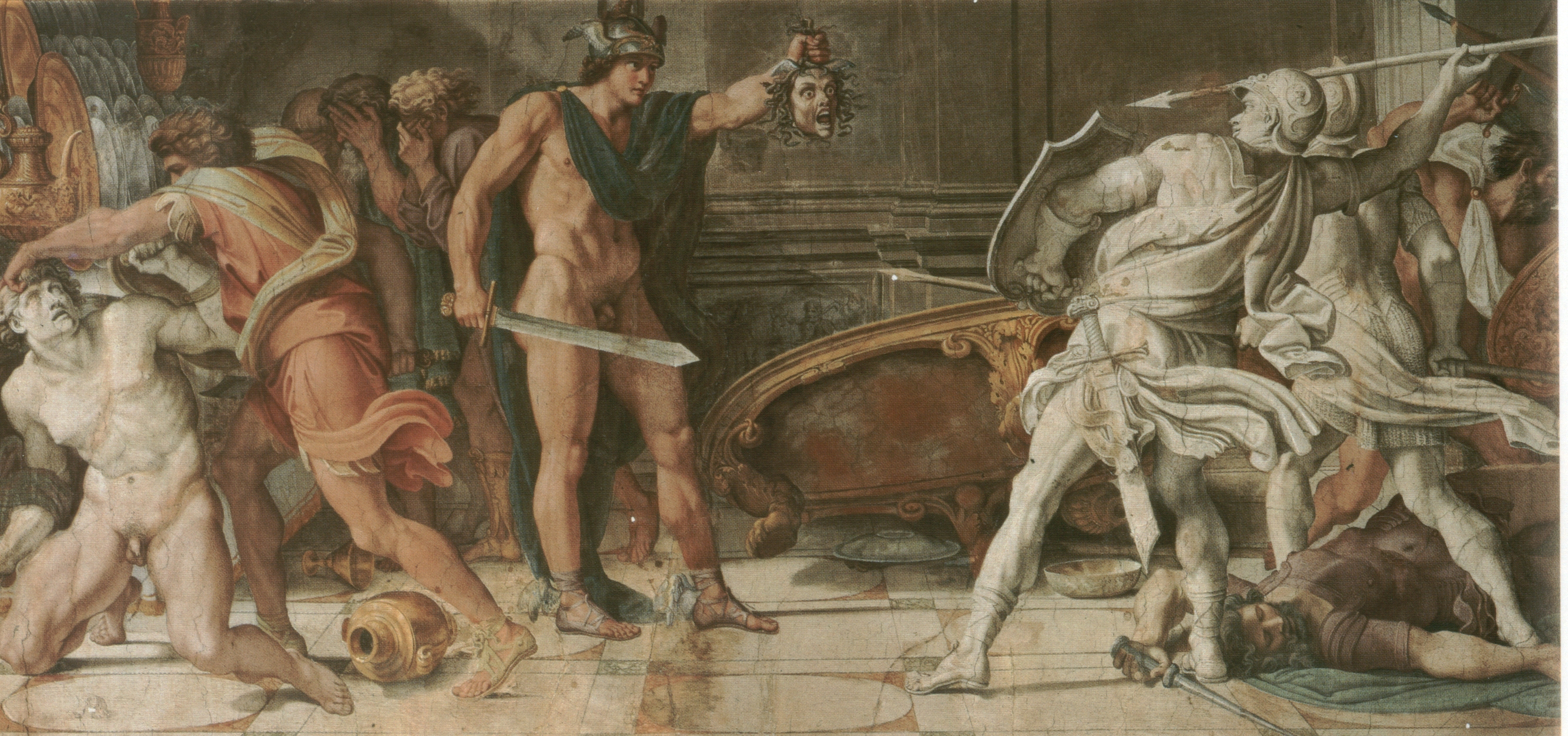
Perseus versteinert den Phineus (rechts) mithilfe des Medusenhaupts. Fresko aus der Renaissance (Annibale Carracci und Domenichino, 1604–1606, Palazzo Farnese, Rom)

Phineus (altgriechisch Φινεύς Phineús), der Sohn des ägyptischen Königs Belos und der Anchinoë, war in der griechischen Mythologie der Verlobte seiner Nichte Andromeda, der Tochter des äthiopischen Königs Kepheus. Die Küste Äthiopiens wurde jedoch von dem Meerungeheuer Ketos heimgesucht und das Orakel des Ammon weissagte, dass Kepheus seine Tochter Andromeda dem Ungeheuer opfern müsse, um das Unheil abzuwenden.
Als Perseus dies erfuhr, soll sich folgendes abgespielt haben: Er tötete das Meerungeheuer, rettete so das Leben der Andromeda und erhielt sie zur Frau. Phineus forderte daraufhin von Perseus die Rückgabe seiner Verlobten. Perseus verweigerte dies; es kam zum Kampf, in dessen Verlauf Perseus dem Phineus das Medusenhaupt entgegensteckte und ihn so versteinerte.